# 오세아니아의 역사

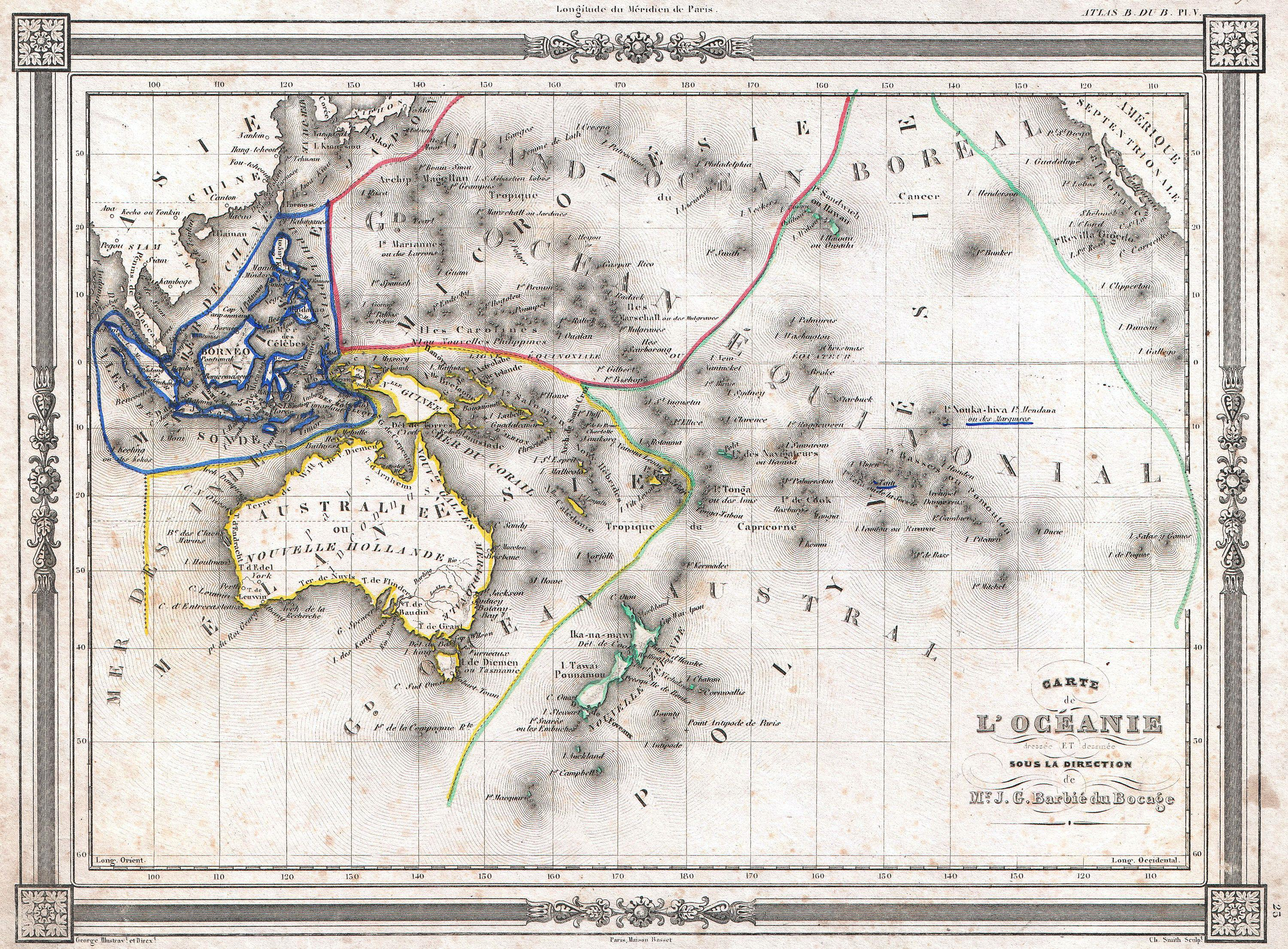
1852년 오세아니아 지도(멜라네시아, 미크로네시아, 폴리네시아의 소지역을 포함)

오세아니아의 역사에는 오스트레일리아, 이스터섬, 피지, 하와이, 뉴질랜드, 파푸아뉴기니, 서부뉴기니 및 기타 태평양 섬나라의 역사가 포함된다.

## 선사 시대
오세아니아의 선사 시대는 오스트레일리아, 멜라네시아, 미크로네시아, 폴리네시아 등 각 주요 지역의 선사기로 나뉘며, 이 지역에 처음 인간이 거주한 시기는 70,000년 전(오세아니아 근처)부터 3,000년 전까지 매우 다양하다.

## 같이 보기
- 오스트레일리아의 역사
- 뉴질랜드의 역사
- 오세아니아 요리